# Peter Gabriel (1980)
| Recensione           | Giudizio    |
| -------------------- | ----------- |
| All Music            |             |
| Ondarock             | Consigliato |
| Rolling Stone        |             |
| storiadellamusica.it |             |
| Robert Christgau     | B-          |

Peter Gabriel (1980) è il terzo album di Peter Gabriel. Per distinguerlo dai precedenti due e dal successivo (tutti intitolati Peter Gabriel) l'album viene anche chiamato comunemente Peter Gabriel III o (soprattutto nei paesi di lingua inglese) Melt ("sciogliersi") con riferimento all'artwork di copertina, opera di Storm Thorgerson, in cui è proposto il volto di Gabriel elaborato in modo da apparire in parte liquefatto.
Nel 2020 il mensile statunitense Rolling Stone ha inserito il disco nella sua classifica The 80 Greatest Albums of 1980, posizionandolo al sessantottesimo posto.

## Il disco
Melt fu il primo album solista di Peter Gabriel a riscuotere un grande successo internazionale, e contribuì in modo significativo all'affermazione di Gabriel come solista, consacrandolo come uno dei musicisti più ambiziosi, innovativi, nonché politici del rock. Il successo fu legato in particolare ai due singoli Games Without Frontiers, i cui testi sono ispirati dai Giochi senza frontiere televisivi, e Biko, scritto in memoria dell'attivista politico Sudafricano Stephen Biko; in seguito il brano è divenuto un vero e proprio inno contro l'apartheid.
Oltre ai singoli, numerosi altri brani di Melt sono considerati fra i migliori lavori di Gabriel e sono stati spesso riproposti nelle performance dal vivo. Il tema ricorrente di quasi tutti i pezzi dell'album è quello della malattia mentale. Fra i brani più celebri si deve citare Family Snapshot, basata sul resoconto An Assassin's Diary di Arthur Bremer, che aveva attentato alla vita del governatore dell'Alabama George Wallace. In un'introduzione alla canzone, durante un concerto a Seattle nel 1983, Gabriel ha citato l'assassinio di John Fitzgerald Kennedy come ulteriore fonte di ispirazione per la scrittura del brano.
L'album si contraddistingue inoltre per essere suonato tutto con un set di batteria e percussioni totalmente privo di piatti. In diverse tracce la batteria è di Phil Collins, ex compagno di Gabriel nei Genesis. Il brano d'apertura Intruder viene considerato come il primo utilizzo del gated reverb, un caratteristico effetto sul riverbero della batteria, che verrà poi ripreso da Collins nel suo famoso singolo In the Air Tonight e in No Son of Mine, primo singolo dell'album dei Genesis We Can't Dance.
Il brano No Self Control, ispirato alla composizione Music for 18 Musicians di Steve Reich, presenta, oltre a Collins alla batteria, Kate Bush ai cori (la cantautrice è presente anche in Games Without Frontiers) e il chitarrista Robert Fripp.

## "Biko"
Biko fu pubblicata per la prima volta come singolo e raggiunse la posizione #38 nelle classifiche di vendita inglesi. Una versione dal vivo, registrata nel luglio del 1987, fu impiegata nella colonna sonora del film Grido di libertà di Richard Attenborough, sulla biografia di Stephen Biko, e si piazzò nuovamente in classifica (alla posizione #49). Il brano fu a lungo sottoposto a censura dal governo del Sudafrica. In alcune sezioni del brano si sente un coro in lingua xhosa (la lingua dell'etnia di Biko) che canta Yihla Moja ("vieni, spirito"), mentre la parte iniziale riprende un coro funebre intonato nella stessa lingua.
Cover di questo brano sono state realizzate dai Simple Minds (nell'album Street Fighting Years), Joan Baez (in Recently), Manu Dibango (Wakafrika), Robert Wyatt e Paul Simon, quest'ultimo parte del progetto Scratch My Back di Gabriel stesso.
Nel 2021 lo stesso Gabriel ha re-inciso Biko, con l'aiuto di 25 musicisti provenienti da ogni parte del mondo, come parte del progetto Songs Around the World di Praying for Change.

## Tracce
Tutti i brani sono di Peter Gabriel.
1. Intruder – 4:54
2. No Self-Control – 3:55
3. Start – 1:21
4. I Don't Remember – 4:41
5. Family Snapshot – 4:28
6. And Through the Wire – 5:00
7. Games Without Frontiers – 4:06
8. Not One of Us – 5:22
9. Lead a Normal Life – 4:14
10. Biko – 7:32

## Formazione
- Peter Gabriel - voce, pianoforte, sintetizzatore, percussioni
- Kate Bush - cori in "No Self Control", voce in "Games Without Frontiers"
- Phil Collins - batteria, surdo
- Larry Fast - tastiera, sintetizzatore
- Robert Fripp - chitarra
- John Giblin - basso
- Dave Gregory - chitarra
- Tony Levin - basso
- Jerry Marotta - batteria, percussioni
- Morris Pert - percussioni
- David Rhodes - chitarra, cori
- Paul Weller - chitarra
- Dick Morrissey - sax